# Tamar d'Iméréthie (morte en 1510)
Pour l’article homonyme, voir Thamar d'Iméréthie.
Titre
Reine consort d'Iméréthie
1483 – 12 mars 1510
(27 ans)
Tamar d'Iméréthie (en géorgien : თამარ, ou t'amar; morte le 12 mars 1510 à Koutaïssi) est une reine de Géorgie occidentale à partir de 1483 et, à la suite de la division du royaume de Géorgie en 1490, la reine consort d'Iméréthie jusqu'en 1510. Mariée au roi Alexandre II, son ascendance n'est pas connue et sa vie guère plus. Elle règne avec son mari lors d'une période de guerres contre le Karthli et l'Empire ottoman et donne naissance à cinq enfants, dont le futur Bagrat III d'Iméréthie.

## Biographie
Peu reste connu sur la vie de Tamar, qui vient probablement d'une famille noble géorgienne. En 1483, elle épouse Alexandre Bagration, qui prend pouvoir la même année à Koutaïssi comme roi de Géorgie occidentale, en opposition contre Constantin II de Géorgie.
D'après l'historien français Marie-Félicité Brosset, Tamar possède une large influence en tant que reine consort, surtout après l'indépendance de l'Iméréthie en 1490, et Brosset écrit qu'Alexandre II et Tamar règnent « conjointement ». En 1495, elle est citée avec le roi pour avoir offert au monastère de Ghélati de nombreuses offrandes, participant ainsi au rétablissement de cette institution orthodoxe après le pillage de ses biens par Constantin II. Tamar consacre aussi une nouvelle cérémonie pour nourrir les pauvres lors de l'Ascension du 31 mai 1495 et fait construire une maison pour un prêtre permanent à Ghélati.
La reine Tamar est à nouveau citée pour avoir organisé un repas pour les pauvres lors de la fête du Samedi de Lazare, le 10 avril 1509,.
En 1510, Alexandre II quitte son royaume pour envahir le Karthli. Tamar meurt en son absence à Koutaïssi le 12 mars 1510. Elle est enterrée au monastère de Ghélati et son mari meurt moins d'un mois plus tard.

## Famille
Tamar épouse le roi Alexandre II d'Iméréthie, héritier de la dynastie des Bagratides, en 1483. Ensemble, ils ont cinq enfants:
- Bagrat Bagration (1495-1565), roi d'Iméréthie (1510-1565) ;
- David Bagration (né le 23 février 1505 au plus tard) ;
- Vakhtang Bagration, général sous le règne de Bagrat III ;
- Khosro Bagration ;
- Hélène Bagration, qui épouse Sargis Mikmetzidze.